# Daniel Cornu
Pour les articles homonymes, voir Cornu.
Daniel Cornu, né le 5 août 1939 à Genève, est un journaliste et universitaire suisse. Il a été rédacteur en chef du quotidien la Tribune de Genève.
Il est l’auteur de plusieurs ouvrages sur l’éthique du journalisme, discipline qu’il a enseignée aux universités de Genève, Neuchâtel et Zurich.

## Biographie
Après des études secondaires (latin-grec) au collège de Genève, aujourd’hui Collège Calvin[réf. souhaitée], Daniel Cornu a suivi les cours de la Faculté de théologie de l’Université de Genève (1958-1962) et obtenu une licence[réf. souhaitée]. C’est dans cette même Faculté qu’il soutiendra en 1994 une thèse de doctorat sur l’éthique de l’information, fondée notamment sur les pensées de Paul Ricœur et Jürgen Habermas[réf. souhaitée].
Il a commencé sa carrière de journaliste au Journal de Genève (1962-1966)[réf. souhaitée]. À la Tribune de Genève, il a dirigé la rubrique de politique suisse (1971-1977), occupé le poste de correspondant à Paris (1977-1981), avant d’être nommé rédacteur en chef (1982-1992)[réf. souhaitée].
Par la suite, Daniel Cornu s’est consacré principalement à la formation, en qualité de directeur du Centre romand de formation des journalistes (1993-2004), à Lausanne[réf. souhaitée]. Il a été professeur associé d’éthique de l’information à l’Université de Neuchâtel (1988-2004), discipline qu’il a enseignée également dans le cadre du DEA « Communication et médias » de l’Université de Genève (2000-2004) et dans un programme de maîtrise en éthique appliquée du Centre d’éthique de l’université de Zurich (2006-2008)[réf. souhaitée] ; il fut enfin chargé de cours dans le même domaine à l'Université de Fribourg, en Sciences de la communication et des médias (2012-2016)[réf. souhaitée]. 
Il a publié plusieurs livres sur le journalisme et les médias dont Tous connectés ! Internet et les nouvelles frontières de l'info (2013) et Les médias ont-ils trop de pouvoir ? (2010). Son ouvrage Journalisme et vérité est souvent cité comme référence en éthique du journalisme.
Daniel Cornu a été membre d’une commission fédérale d’experts sur le droit suisse de la presse et l’aide à la presse (1973-1975)[réf. souhaitée], du conseil d’administration de l’Agence télégraphique suisse (1988-1997)[réf. souhaitée], du Conseil du public de Radio suisse internationale (1993-1994)[réf. souhaitée], ainsi que d’une commission d’experts en vue de l’introduction dans la législation genevoise du principe de transparence de l’administration (1999-2000)[réf. souhaitée]. Il a siégé comme membre (1994-1995), puis comme vice-président (1996-2003) du Conseil suisse de la presse[réf. souhaitée]. À ce titre, il est l'auteur principal de la rédaction initiale des Directives jointes dès février 2000 à la Déclaration des devoirs et des droits des journalistes suisses[réf. souhaitée]. Il a fait partie d’une commission restreinte de médiation en application de la loi sur l’information de l'État de Vaud (2004-2008)[réf. souhaitée].
En 1998, Daniel Cornu s’est vu proposer le poste de médiateur de presse (ombudsman) de La Tribune de Genève nouvellement créé. Il fonctionne dès 2007 pour l’ensemble du groupe Edipresse suisse, puis dès 2012, après le rachat par le groupe zurichois Tamedia (TX Group), et jusqu'en décembre 2020 pour les publications romandes de celui-ci.
Daniel Cornu a été membre de la Commission fédérale contre le racisme (2002-2008)[réf. souhaitée]. Il a siège de 1994 à 2014 au sein du conseil de fondation de la Faculté autonome de théologie de l’Université de Genève. Nommé en 2009 président du Comité d’éthique et de déontologie de l’Université de Genève, pour une période de quatre ans, il en est resté membre jusqu'au terme de son mandat en septembre 2021[réf. souhaitée].

## Distinctions
Daniel Cornu a reçu en 1968 le prix Edouard Frommel de la Société académique de Genève pour sa thèse de licence sur les écrits politiques du théologien Karl Barth.
Il est fait en 2012 docteur honoris causa de l'Université catholique de Louvain.

## Publications
- "Karl Barth et la politique", Genève, Éditions Labor et Fides, 1968
- "La Suisse ou le piège des certitudes", (avec Jean-Marie Vodoz et François Gross), Lausanne, Payot, 1978
- "Journalisme et vérité. Pour une éthique de l’information", Genève, Éditions Labor et Fides, 1994
- "De soleil et d'ombre, chroniques sur l'expérience du monde à travers les médias", Genève, Éditions Labor et Fides, 1996
- "Éthique de l'information", Paris, Presses universitaires de France, coll. « Que sais-je ? », 1997
- "Codes et chartes de déontologie", Lausanne, FCJ, 2002
- "Les médias en Suisse : structures et audience", les médias et la société, Lausanne, FCJ, 2002
- "Médias, mode d’emploi. Le journaliste face à son public", Genève, Éditions Labor et Fides, 2008
- "Journalisme et vérité. L’éthique de l’information au défi du changement médiatique", Genève, Éditions Labor et Fides, 2009 (édition remaniée et actualisée de l’ouvrage paru en 1994)
- "Les médias ont-ils trop de pouvoir ?", Paris, Éditions du Seuil, collection "Médiathèque", 2010
- "Tous connectés ! Internet et les nouvelles frontières de l'info", Genève, Éditions Labor et Fides, 2013